# Bắn súng góc nhìn thứ nhất

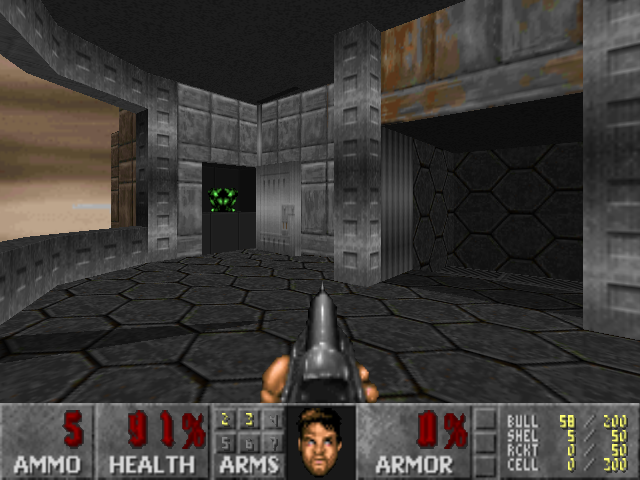
Trò chơi Doom

Bắn súng góc nhìn thứ nhất (first-person shooter, viết tắt FPS) là một thể loại trò chơi điện tử tập trung xung quanh các loại súng và các cuộc chiến dựa trên vũ khí theo góc nhìn người thứ nhất; đó là góc nhìn của người chơi trải nghiệm hành động thông qua mắt của nhân vật chính. Thể loại này chia sẻ các đặc điểm chung với các trò chơi bắn súng khác, từ đó biến nó trở thành trò chơi hành động hàng đầu. Kể từ khi có khái niệm sơ khai của thể loại, đồ hoạ 3D và đồ hoạ giả 3D tiên tiến đã thách thức việc phát triển phần cứng và trò chơi nhiều người chơi đã trở nên bắt buộc.
Thể loại game bắn súng góc nhìn thứ nhất đã được bắt nguồn từ Maze War, sự phát triển bắt đầu từ năm 1973 và Spasim năm 1974. Sau đó, và sau những tựa game vui nhộn hơn như MIDI Maze vào năm 1987, thể loại này bắt đầu kết hợp thành một hình thức bạo lực hơn với Wolfenstein 3D năm 1992, được cho là đã tạo ra kiểu mẫu cơ bản của thể loại dựa trên các tựa game tiếp theo. Một game như vậy, và là tổ tiên của sự chấp nhận và phổ biến chính của thể loại này là Doom, một trong những trò chơi có ảnh hưởng nhất trong thể loại này. Trong một số năm, thuật ngữ nhân bản Doom đã được sử dụng để chỉ định thể loại này do ảnh hưởng của Doom. Game bắn súng hành lang là một tên gọi chung cho thể loại này trong những năm đầu tiên, vì việc xử lý các hạn chế của phần cứng thời đại có nghĩa là hầu hết các hành động trong trò chơi phải diễn ra trong các khu vực kín, như trong các không gian chật chội như hành lang và đường hầm.
Half-Life năm 1998 cùng với phần tiếp theo năm 2004 Half-Life 2 của nó đã tăng cường các yếu tố kể chuyện và câu đố. Vào năm 1999, Half-Life mod Counter-Strike đã được phát hành và cùng với Doom, có lẽ là một trong những game bắn súng góc nhìn thứ nhất có ảnh hưởng nhất. GoldenEye 007, được phát hành vào năm 1997, là một game bắn súng góc nhìn thứ nhất dành cho máy chơi game gia đình, trong khi loạt Halo nâng cao sức hấp dẫn và thương mại của giao diện điều khiển như một nền tảng cho các tựa game bắn súng góc nhìn thứ nhất. Trong thế kỷ 21, game bắn súng góc nhìn thứ nhất là thể loại trò chơi video có tính thương mại cao nhất và trong năm 2016, các game bắn súng chiếm hơn 27% tổng doanh thu của trò chơi video. Một số game bắn súng góc nhìn thứ nhất cũng là những trò chơi phổ biến cho esports và các cuộc thi đấu cạnh tranh.

## Định nghĩa
Game bắn súng góc nhìn thứ nhất là một thể loại game bắn súng, có góc nhìn thứ nhất mà người chơi nhìn thấy hành động qua con mắt của nhân vật người chơi. Chúng không giống như những game bắn súng góc nhìn thứ ba, trong đó người chơi có thể nhìn thấy (thường là từ phía sau) nhân vật mà họ đang điều khiển. Yếu tố thiết kế chính là chiến đấu, chủ yếu liên quan đến súng.
Các game bắn súng góc nhìn thứ nhất cũng thường được phân loại là khác biệt với các game bắn súng hạng nhẹ, một thể loại tương tự với góc nhìn thứ nhất sử dụng các thiết bị ngoại vi súng nhẹ, trái ngược với các game bắn súng góc nhìn thứ nhất sử dụng các thiết bị đầu vào thông thường để di chuyển. Một điểm khác biệt nữa là những game bắn súng hạng nhẹ như Virtua Cop thường có chuyển động "trên đường ray" (kịch bản), trong khi những game bắn súng góc nhìn thứ nhất như Doom giúp người chơi tự do hơn khi đi lang thang.
Game bắn súng góc nhìn thứ nhất có thể được coi là một thể loại riêng biệt, hoặc một thể loại game bắn súng, lần lượt là một thể loại phụ của thể loại game hành động mở hơn. Sau khi phát hành Doom vào năm 1993, các trò chơi theo phong cách này thường được gọi là "Bản sao Doom"; theo thời gian, thuật ngữ này phần lớn đã được thay thế bằng "game bắn súng góc nhìn thứ nhất". Wolfenstein 3D, được phát hành vào năm 1992, một năm trước Doom, đã được ghi nhận khi giới thiệu thể loại này, nhưng các nhà phê bình đã xác định tương tự mặc dù các trò chơi kém tiên tiến hơn được phát triển từ năm 1973. Thỉnh thoảng có những bất đồng liên quan đến các yếu tố thiết kế cụ thể tạo thành một game bắn súng góc nhìn thứ nhất. Ví dụ, Deus Ex hoặc BioShock có thể được coi là game bắn súng góc nhìn thứ nhất, nhưng cũng có thể được coi là trò chơi video nhập vai khi họ mượn từ thể loại này rộng rãi. Một số trò chơi giải đố như Portal cũng được gọi là game bắn súng góc nhìn thứ nhất, nhưng không có yếu tố chiến đấu hoặc bắn súng trực tiếp, thay vào đó sử dụng góc nhìn người thứ nhất để giúp người chơi đắm chìm trong trò chơi để giúp giải câu đố. Một số nhà bình luận mở rộng định nghĩa để bao gồm các mô phỏng máy bay chiến đấu trong đó buồng lái hoặc phương tiện điều khiển bằng tay và sử dụng vũ khí.

## Thiết kế trò chơi
Giống như hầu hết các game bắn súng, game bắn súng góc nhìn thứ nhất liên quan đến hình đại diện, một hoặc nhiều vũ khí tầm xa và số lượng kẻ thù khác nhau. Bởi vì chúng diễn ra trong môi trường 3D, những trò chơi này có xu hướng thực tế hơn một chút so với các game bắn súng 2D và có các biểu hiện chính xác hơn về trọng lực, ánh sáng, âm thanh và va chạm. Những game bắn súng góc nhìn thứ nhất được chơi trên máy tính cá nhân thường được điều khiển bằng sự kết hợp giữa bàn phím và chuột. Hệ thống này đã được khẳng định là vượt trội so với hệ thống được tìm thấy trong các trò chơi console, thường sử dụng hai thanh analog: một được sử dụng để chạy và đi ngang, cái còn lại để nhìn và nhắm bắn. Thông thường để hiển thị tay và vũ khí của nhân vật trong chế độ xem chính, với màn hình hiển thị đầu hiển thị chi tiết về sức khỏe, đạn dược và vị trí. Thông thường, có thể phủ một bản đồ của khu vực xung quanh.

### Chiến đấu và trang bị
Những game bắn súng góc nhìn thứ nhất thường tập trung vào lối chơi hành động, với những trận đấu nảy lửa và đẫm máu, mặc dù một số nơi nhấn mạnh hơn vào các câu đố kể chuyện, giải quyết vấn đề và logic. Ngoài bắn súng, chiến đấu cận chiến cũng có thể được sử dụng rộng rãi. Trong một số trò chơi, vũ khí cận chiến đặc biệt mạnh mẽ, phần thưởng cho nguy cơ người chơi phải nhận khi điều động nhân vật của mình đến gần kẻ thù. Trong các tình huống khác, vũ khí cận chiến có thể kém hiệu quả hơn, nhưng cần thiết như là phương sách cuối cùng. "Game bắn súng chiến thuật" thực tế hơn, và đòi hỏi tinh thần đồng đội và chiến lược để thành công; Người chơi thường ra lệnh cho một đội nhân vật, có thể được điều khiển bởi trò chơi hoặc bởi đồng đội của con người.
Các game bắn súng góc nhìn thứ nhất thường cho người chơi lựa chọn vũ khí, có ảnh hưởng lớn đến cách người chơi sẽ tiếp cận trò chơi. Một số thiết kế trò chơi có mô hình thực tế của vũ khí thực tế hoặc lịch sử hiện có, kết hợp tốc độ bắn, kích thước băng đạn, lượng đạn, độ giật và độ chính xác của chúng. Các game bắn súng góc nhìn thứ nhất khác có thể kết hợp các biến thể tưởng tượng của vũ khí, bao gồm các nguyên mẫu trong tương lai, kịch bản "công nghệ ngoài hành tinh" xác định vũ khí và/hoặc sử dụng một loạt đạn, từ các công cụ lao động công nghiệp đến súng phóng lựu, năng lượng, plasma, tên lửa và lựu đạn hoặc nỏ. Nhiều biến thể này cũng có thể được áp dụng cho các hoạt hình ném lựu đạn, đá, giáo và những thứ tương tự. Ngoài ra, các chế độ hủy diệt độc đáo hơn có thể được sử dụng từ tay người dùng có thể xem được như ngọn lửa, điện, điện từ hoặc các công trình siêu nhiên khác. Tuy nhiên, các nhà thiết kế thường cho phép các nhân vật mang nhiều loại vũ khí khác nhau mà không làm giảm tốc độ hoặc tính cơ động, hoặc có lẽ thực tế hơn, một khẩu súng lục hoặc thiết bị nhỏ hơn và súng trường dài hoặc thậm chí giới hạn người chơi chỉ một vũ khí mỗi lần. Thường có các tùy chọn để trao đổi, nâng cấp hoặc trao đổi trong hầu hết các trò chơi. Do đó, các tiêu chuẩn của chủ nghĩa hiện thực khác nhau giữa các yếu tố thiết kế. Nhân vật chính nói chung có thể được chữa lành và trang bị lại bằng các vật phẩm như bộ dụng cụ sơ cứu, chỉ đơn giản bằng cách đi bộ qua chúng. Một số trò chơi cho phép người chơi tích lũy điểm kinh nghiệm tương tự như các trò chơi nhập vai, có thể mở khóa vũ khí và khả năng mới.

### Thiết kế môi trường
Game bắn súng góc nhìn thứ nhất có thể có cấu trúc gồm các cấp độ, hoặc sử dụng kỹ thuật kể chuyện liên tục trong đó trò chơi không bao giờ rời khỏi góc nhìn của người thứ nhất. Những game khác có thể có không gian mở, không có sự phân cấp và có thể được khám phá tự do. Trong các game bắn súng góc nhìn thứ nhất, nhân vật chính tương tác với môi trường ở các mức độ khác nhau, từ những điều cơ bản như sử dụng cửa, đến các câu đố giải quyết vấn đề dựa trên nhiều đối tượng tương tác. Trong một số trò chơi, người chơi có thể hủy hoại môi trường, ở các mức độ khác nhau: một thiết bị phổ biến là sử dụng thùng chứa vật liệu nổ mà người chơi có thể bắn, hủy hoại bản thân và làm hại kẻ thù gần đó. Các trò chơi khác có môi trường có khả năng phá hủy rộng rãi, cho phép thêm hiệu ứng hình ảnh. Thế giới trò chơi thường sẽ sử dụng các chủ đề khoa học viễn tưởng, lịch sử (đặc biệt là Thế chiến II) hoặc các chủ đề quân sự hiện đại, với các nhân vật phản diện như người ngoài hành tinh, quái vật, khủng bố và binh lính thuộc nhiều loại khác nhau. Trò chơi có nhiều cài đặt khó khăn; trong các chế độ khó hơn, kẻ thù khó khăn hơn, hung hăng hơn và gây sát thương nhiều hơn, và sức mạnh bị hạn chế. Trong các chế độ dễ dàng hơn, người chơi có thể thành công thông qua thời gian phản ứng một mình; trên các thiết lập khó khăn hơn, thường cần phải ghi nhớ các cấp độ thông qua thử và lỗi.

### Nhiều người chơi
Game bắn súng góc nhìn thứ nhất có thể có chế độ nhiều người chơi, diễn ra ở cấp độ chuyên biệt. Một số trò chơi được thiết kế dành riêng cho chơi nhiều người chơi và có chế độ chơi đơn rất hạn chế trong đó người chơi cạnh tranh với các nhân vật do trò chơi điều khiển có tên là "bot". Game bắn súng góc nhìn thứ nhất trực tuyến nhiều người chơi cho phép hàng ngàn người chơi cạnh tranh cùng một lúc trong một thế giới bền bỉ. Các trò chơi nhiều người chơi quy mô lớn cho phép nhiều đội, với các nhà lãnh đạo ban hành các mệnh lệnh và một chỉ huy kiểm soát chiến lược chung của đội. Trò chơi nhiều người chơi có nhiều phong cách khác nhau.
Các loại cổ điển là tử chiến (và biến thể dựa trên đội của nó) trong đó người chơi ghi điểm bằng cách giết nhân vật của người chơi khác; và bắt giữ lá cờ, trong đó các đội cố gắng thâm nhập vào căn cứ đối phương, bắt một lá cờ và đưa nó trở về căn cứ của chính họ trong khi ngăn chặn đội khác làm điều tương tự. Các chế độ trò chơi khác có thể liên quan đến việc cố gắng chiếm các căn cứ hoặc khu vực của kẻ thù trên bản đồ, cố gắng giữ một vật thể càng lâu càng tốt trong khi trốn tránh những người chơi khác, hoặc các biến thể tử chiến liên quan đến sinh mạng bị hạn chế hoặc trong đó người chơi chiến đấu với một sức mạnh đặc biệt mạnh mẽ. Các loại trận đấu này cũng có thể được tùy chỉnh, cho phép người chơi thay đổi vũ khí, sức khỏe và sức mạnh được tìm thấy trên bản đồ, cũng như tiêu chí chiến thắng. Các trò chơi có thể cho phép người chơi lựa chọn giữa các lớp khác nhau, mỗi lớp có điểm mạnh, điểm yếu, thiết bị và vai trò riêng trong một đội.

### Trò chơi miễn phí
Hiện tại có rất nhiều game bắn súng góc nhìn thứ nhất miễn phí trên thị trường, bao gồm Wolfenstein: Enemy Territory, Apex Legends, Team Fortress 2 và Planetside 2. Một số trò chơi được phát hành dưới dạng miễn phí như mô hình kinh doanh dự định của họ và có thể mang lại lợi nhuận cao (Liên minh huyền thoại kiếm được 2 tỷ đô la trong năm 2017), nhưng những trò chơi khác như Eternal Crusade bắt đầu dưới dạng trò chơi trả phí và trở thành miễn phí chơi sau để tiếp cận đối tượng rộng hơn sau một buổi tiếp tân đáng thất vọng. Một số cộng đồng người chơi phàn nàn về những game bắn súng góc nhìn thứ nhất freemium, sợ rằng họ tạo ra các trò chơi không cân bằng, nhưng nhiều nhà thiết kế trò chơi đã điều chỉnh để đáp lại những lời chỉ trích và người chơi thường có thể nhận được lợi ích tương tự bằng cách chơi lâu hơn là trả tiền.

## Lịch sử